# Schwarme
Schwarme község Németországban, Alsó-Szászországban, a Diepholzi járásban. Lakosainak száma 2722 fő (2023. december 31.).

## Földrajza
Schwarme Martfeld és Bruchhausen-Vilsen községekkel határos.